# Сретен Райкович
Сретен Райкович, известен като Руднишки (на сръбски: Сретен Рајковић-Руднички или Sreten Rajković-Rudnički) е сръбски офицер, полковник от пехотата, и революционер, деец на сръбската въоръжена пропаганда.

## Биография
Сретен Райкович е роден на 8 ноември 1874 година в шумадийското село Войковци, Сърбия. В 1899 година става подпоручик. Включва се активно в дейността на сръбския комитет и е един от първите дейци на сръбската въоръжена пропаганда в Македония. През есента на 1904 година влиза в Македония като съветник с войводата Глигор Соколов и четата му. През пролетта на 1905 година Руднишки е първият инструктор на Йован Бабунски, който го обучава във военното дело. Четите на Бабунски и Руднишки минават границата на 8 април 1905 година и след пресичането на Вардар, Руднишки формира и оглавява Горския щаб на Западното Повардарие, тоест Поречието. Заради военните си способности и храбростта Руднишки се ползва с авторитет сред четниците и войводите. От края на 1905 г. до Младотурската революция в 1908 година заема поста главен секретар на Централния четнически комитет.
Участва в Балканската война в 1912 година и е повишен в майор. В 1913 – 1914 година командва батальон, а в 1915 година – полк. Тежко ранен е в белите дробове на 8 ноември 1915 година по време на отстъплението на сръбската армия. В 1919 година е опериран, а след възстановяването си е комендант на граничен отсек. Произведен е в полковник и става командир на Косовско-митровския военен окръг. След пенсионирането си живее в Скопие.